# Route Verte (Europe)
Pour les articles homonymes, voir Route verte.
La Route Verte est une voie s'étendant sur 205 km de part et d'autre du Rhin, créée en 1960 à l'instigation de la France et de l'Allemagne, sur une initiative de Joseph Rey, maire de Colmar. Il s'agissait pour les deux nations d'ajouter une pierre à l'édifice de leur réconciliation en encourageant les voyages transfrontaliers au cœur du terroir, de la gastronomie et de la culture. Elle s'appelle Route Verte (en allemand : Grüne Straße) selon les sapins qui sont à côté de la route, dans les Vosges comme dans la Forêt-Noire. 

## La Route verte en France

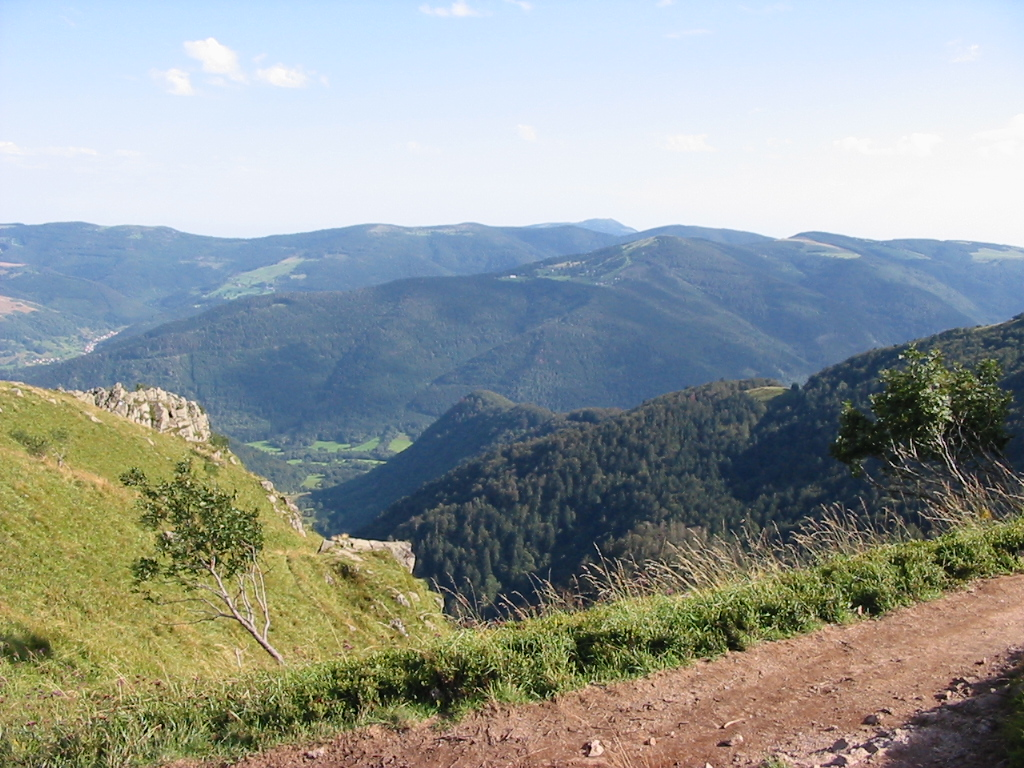
Vue du Hohneck dans les Vosges, vers le val de Munster

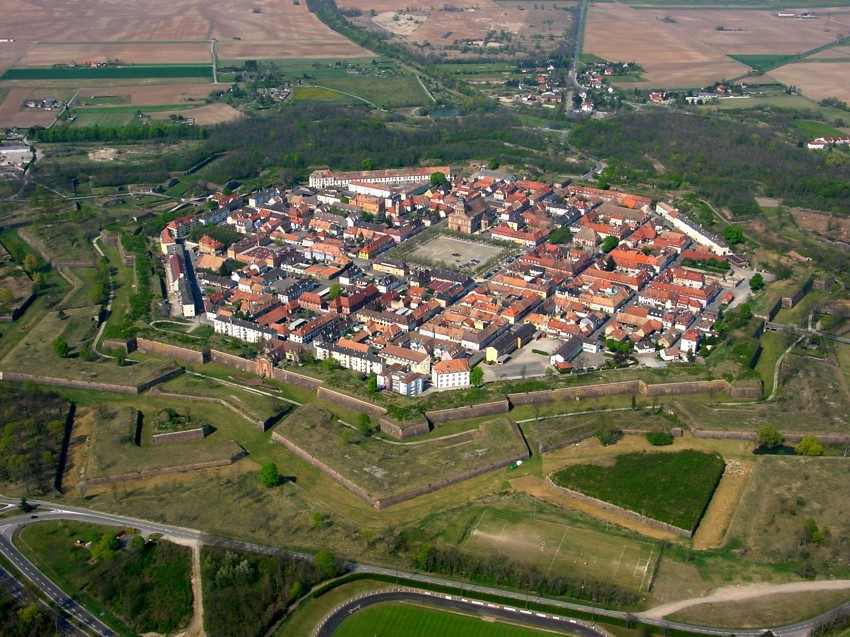
Fortification à Neuf-Brisach

Dix étapes sont proposées sur le parcours en France : Contrexéville, Vittel, Épinal, Le Tholy, Gérardmer, Munster, Turckheim, Colmar, Horbourg-Wihr et Neuf-Brisach, fortification inscrite au patrimoine mondial de l'Unesco depuis le 7 juillet 2008. En Allemagne participent les sept villes suivantes.

## La Route Verte (Grüne Straße) en Allemagne

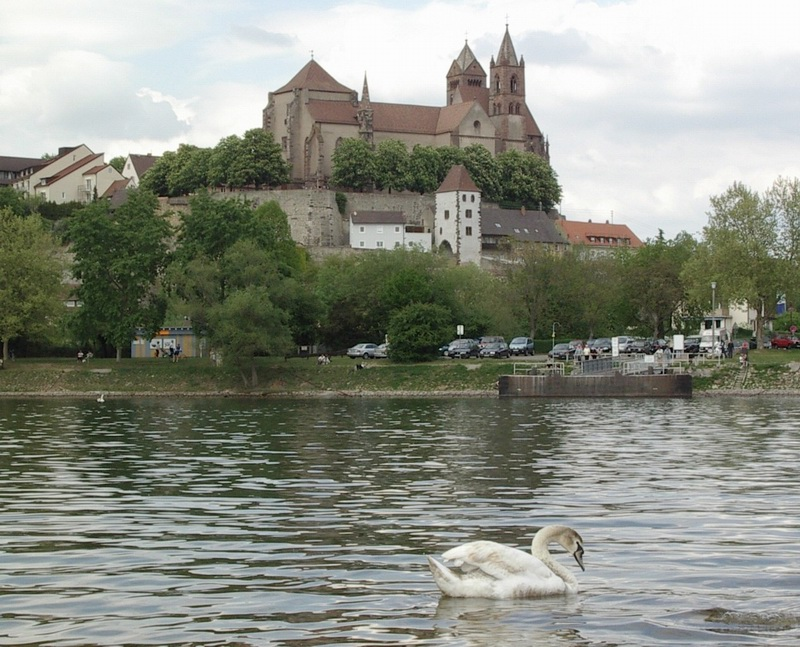
Vieux-Breisach sur le Rhin.

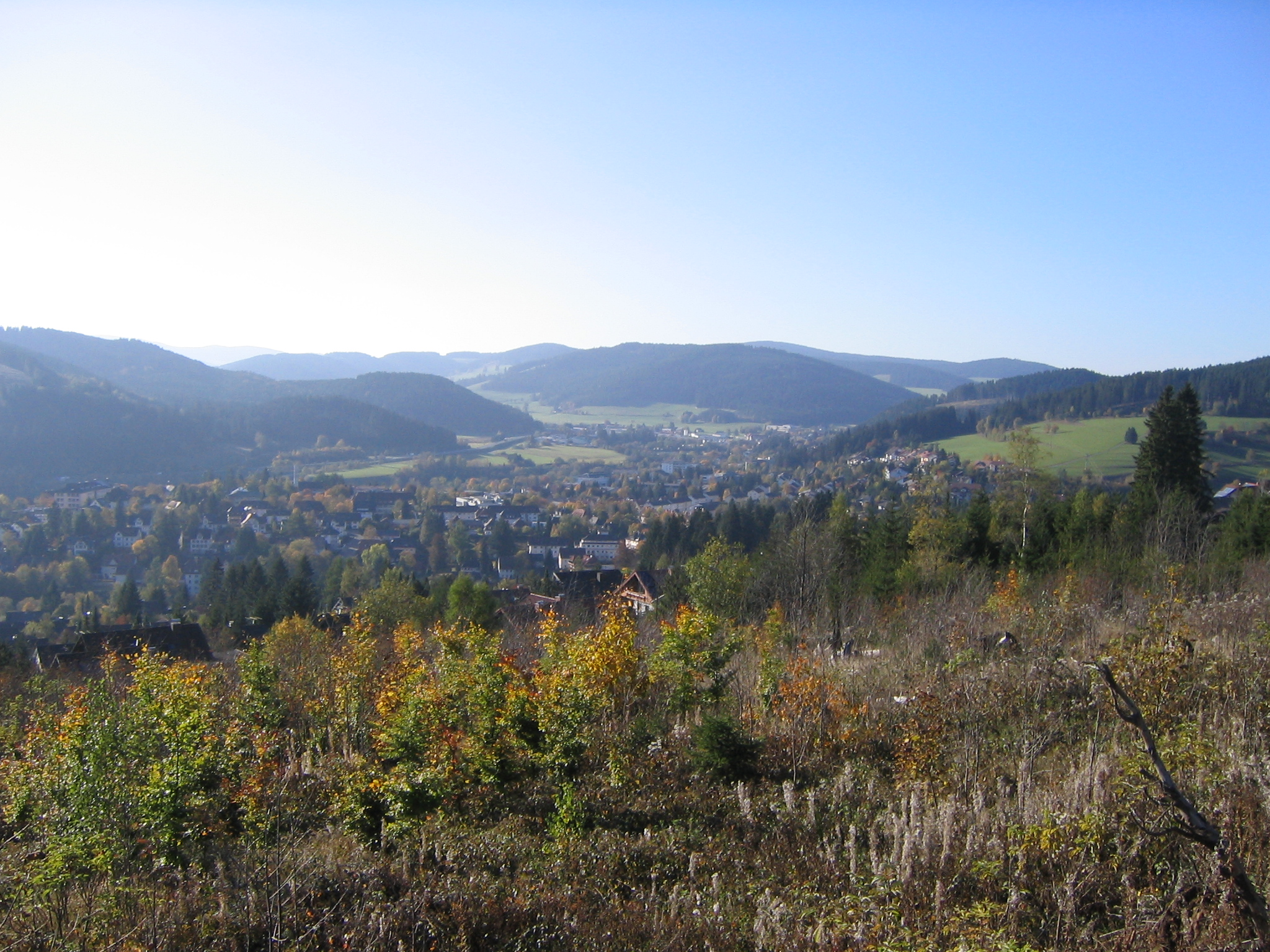
Vue de la ville de Neustadt (Titisee-Neustadt) au bord du Lac Titisee dans la Forêt-Noire.

Traversant le Rhin vers Vieux-Brisach, Fribourg-en-Brisgau et traversant ensuite la Forêt-Noire en direction sud-est, la route nationale (Bundesstrasse 31) passe dans les environs des villes de Kirchzarten, Hinterzarten, Titisee-Neustadt, Löffingen et Donaueschingen.

## L'idée de l'amitié franco-allemande
La Route Verte offre une connexion routière entre la France et l'Allemagne.

## Littérature
- (de) ADAC (Hrsg.): Unterwegs auf Deutschlands Ferienstraßen, ADAC Jahresgabe 1998/1999, pages 62 – 64: Durch Himmelreich und Höllental. Die Grüne Straße Südschwarzwald – Bodensee.
- (de) Roland und Karin Bueb: Längs der Grünen Straße – Auf der Ferienstraße vom Breisgau zum Bodensee. En: Der Badener. Mitteilungsblatt des Vereins der Badener von Hamburg und Umgebung e. V., April/Mai 2009, page 7.

## Sources
1. ↑  « Grüne Strasse - Route Verte », sur FERIENSTRASSEN.INFO